# 대외경제정책연구원
대외경제정책연구원(對外經濟政策硏究院, Korea Institute for International Economic Policy)은 1989년 12월 발족된 국무총리(국무조정실) 산하 경제인문사회연구회 소속 기관이다. 주요 업무로는 다자 및 쌍무적 무역통상, 국제금융협력, 국제투자, 해외주요국 및 지역경제 등과 관련된 문제를 조사, 분석하고 정책수단을 개발하는 연구활동을 수행하며, 정책제언을 통해 국가의 대외경제정책 수립에 기여하는 것을 목표로 한다.

## 연혁
- 1989년 8월: 재단법인 대외경제정책연구원 설립
- 1989년 12월: 특별법에 의한 대외경제정책연구원 설립 (재단법인 해산)
- 1999년 1월: 연구원 설립 근거법 변경(대외경제정책연구원법 → 정부출연연구기관 등의 설립·운영 및 육성에 관한 법률)

## 조직

### 부설기관
- KIEP 북경사무소
- 워싱턴 한미경제연구소
- APEC 연구컨소시엄사무국